# The Ouse
The Ouse är en lagun i Storbritannien.   Den ligger i kommunen Orkneyöarna och riksdelen Skottland, i den norra delen av landet, 900 km norr om huvudstaden London. The Ouse ligger 28 meter över havet. Den ligger på ön Shapinsay.